# Penfold Point
Baja, punta är en udde i Antarktis. Den ligger i Sydshetlandsöarna. Argentina, Chile och Storbritannien gör anspråk på området.
Terrängen inåt land är kuperad västerut, men norrut är den platt. Havet är nära Baja, punta söderut. Trakten är glest befolkad. Närmaste befolkade plats är Gabriel de Castilla Spanish Antarctic Station, 5,7 kilometer väster om Baja, punta. 